# Дакія
45°42′ пн. ш. 26°30′ сх. д. / 45.7° пн. ш. 26.5° сх. д.
Да́кія (лат. Dacia латинська: [ˈd̪aː.ki.a]) — держава даків, що жили в пониззі Дунаю. Історична земля Дакія збігалася з територією розселення даків, яка згодом стала римською провінцією Дакія. Сучасна західна частина Румунії.

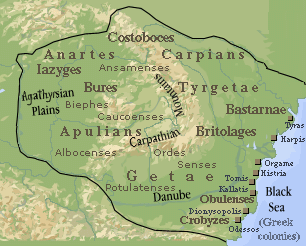
Приблизні кордони держави Дакія (82 р.) до війни з Римом.

Найвидатнішими вождями племені даків свого часу були Буребиста і Децебал. Під час правління Децебала столицею Дакії була фортеця Сармізегетуза.
Визначний вплив на даків мали племена скіфів, а також греки Причорномор'я.
В I століття до н. е. ґети й об'єдналися в одне політичне утворення — сильну державу Буребисти (Бурвісти), що відзначилася руйнівними походами до навколишніх земель (серед інших — руйнування Ольвії й інших грецьких колоній аж до Аполонії). Розпавшись після смерті Буребисти, ця ґетсько-дакійська держава знову набуває великої сили наприкінці І століття під владою Децебала, талановитого організатора й політика, що в союзі з іншими сусідніми народами розпочинає боротьбу з Римом (в 80-х рр.). Напочатку війна йшла для нього успішно (за імператора Доміціана). Але, відновлена Траяном, хоч і з великими втратами для Риму, закінчилась знищенням дакійської держави (бл. 106 p.). На місці самостійної держави було утворено римську провінцію Дакію, яку почали колонізувати переселенцями з інших провінцій. Римська імперія доволі швидко романізувала даків та витіснила їхню мову, однак зберегла деякі елементи звичаїв, культури, національного одягу, основною мовою стала латина.

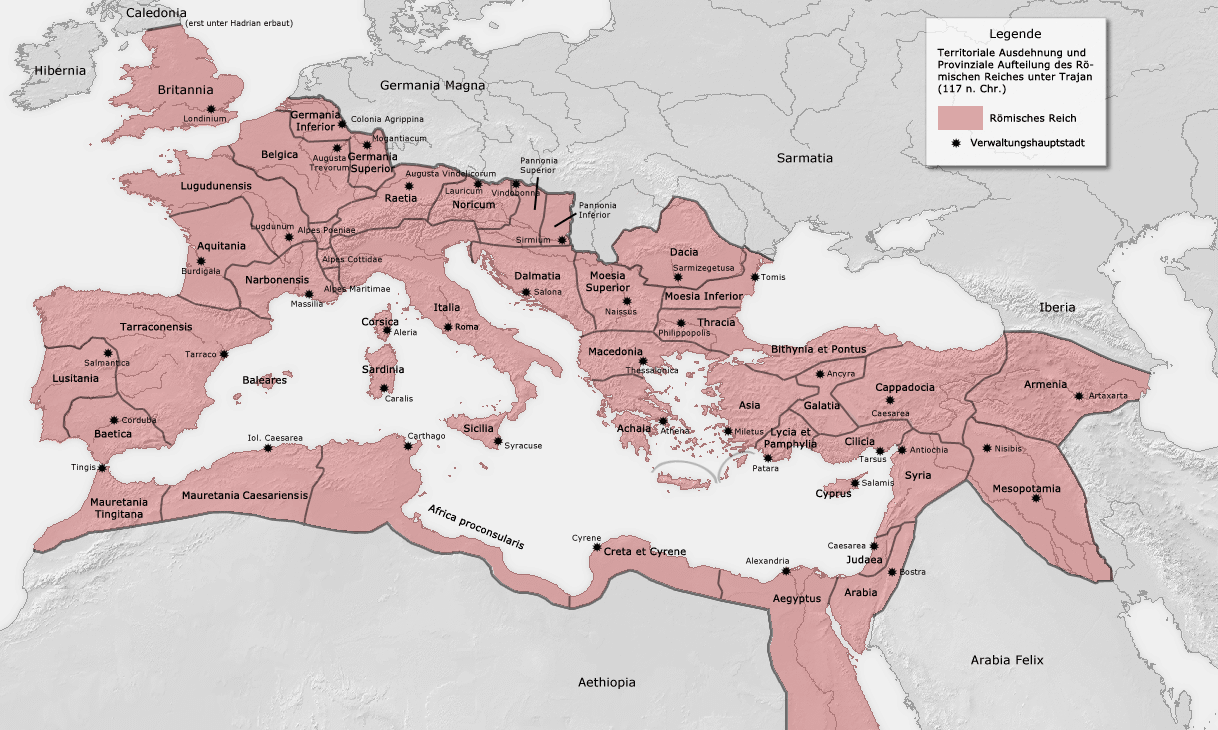
Римські провінції під час Траяна (117 р. н. е.)

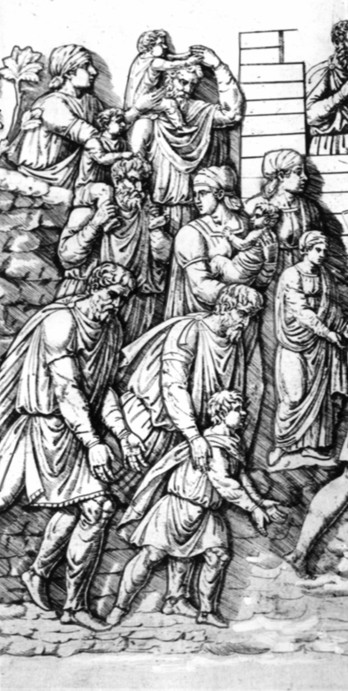
Прості даки (Comati)

Провінція Дакія, як її описує Птолемей (ІІІ. 8), обіймала край між Тисою, Дунаєм, верхнім Дністром і Серетом, тим часом як чорноморське узбережжя, себто грецькі колонії, як Тіра, Ольвія й інші, належали до Нижньої Мезії. Головним огнищем римської колонізації й римського життя була долина середнього Маріса (Мароша) і Сама (Самош).
Римська окупація Дакії тривала трохи більш як півтора століття. Увесь цей час Дакія залишалася відокремленим передовим укріпленням Римської держави (від провінції Панонії її відділяла територія язигів між Дунаєм і Тисою); втримувати її було дуже важко, і коли в середині III ст. з потужною силою розпочались напади на Римську державу сусіднїх народів, Авреліан, для полегшення оборони, відмовився від цієї провінції. Римське і романізоване населення виведено в Тракію і Мезію, Дакію полишено (274), а щоб втрата була менш болючою, утворено нову провінцію Дакію на правому боці Дунаю в Мезії.
Історія зберегла пам'ять про ті часи, на стінах колони Траяна в Римі, а також тріумфальний пам'ятник в Адамклісі. Римських завойовників заманили в Дакію її природні багатства, можливість вирощувати різноманітні культури. Історія також донесла до нас правду про загибель хороброго вождя Децебала, який не здався в руки завойовникам, пронизавши себе мечем. Так даки й римляни стали предками румунського народу, а Децебал і Траян — його історичними героями. У склад давньої Дакії входило і сучасне Закарпаття.

## Археологічні пам'ятки
Село Мала Копаня, що на Виноградівщині — городище I сторіччя до Р. Х. — I сторіччя по Р. Х.. Історична назва Малокопанського городища Сетідава. Утворення городища пов'язане з розширенням Дакійської держави. У кінці II—I сторіччі до Р. Х. на Закарпатті були засновані інші дакійські городища:
- у Закарпатській області України: Солотвино-Читаття (Четатя), Мала Копаня та Біла Церква (відкрито 2005 року)[1][2],
- у Словаччині — Земплін,
- у Румунії Ончешті-Четецява.

До дакійської експансії на північ Закарпаття контролювало місцеве фракійське плем'я — костобоки.